# Андело Бланшвил
Андело Бланшвил (фр. Andelot-Blancheville) насеље је и општина у североисточној Француској у региону Шампања-Ардени, у департману Горња Марна која припада префектури Шомон.
По подацима из 2011. године у општини је живело 899 становника, а густина насељености је износила 27,09 становника/km². Општина се простире на површини од 33,18 km². Налази се на средњој надморској висини од 286 метара.

## Демографија
| 1962. | 1968. | 1975. | 1982. | 1990. | 1999. | 2011. |
| ----- | ----- | ----- | ----- | ----- | ----- | ----- |
| 959   | 971   | 916   | 1.044 | 1.024 | 1.004 | 899   |

График промене броја становника у току последњих година